# Hemming Halfdansson
No confundir con su sobrino Hemming de Frisia
Hemming Halfdansson (también Hemming de Haithabu, 795 - 837) era «de estirpe danesa, el caudillo más cristiano». Posiblemente hijo del vikingo Halfdan de Frisia, un gobernante danés que fue vasallo de Carlomagno en 807 y es probable un vínculo directo con la familia real danesa, ya que como Halfdan, Hemming era otro de los nombres favoritos más usados. La evidencia onomástica incluye el rey danés Hemming (reinó durante 810–12 d. C.) y posteriormente un Hemming II, a quien se solicitó su regreso a Dinamarca desde Francia por sus hermanos Harald Klak y Ragnfrid tras la muerte de Hemming I y la muerte de su hermano Anulo y Sigifrid en el campo de batalla, ambos pretendientes al trono danés y vinculados a la familia real. Es muy posible que Hemming II sea la misma persona que Hemming Halfdansson, cuyo regreso a Francia es más que probable ya que no existe evidencia sobre su reinado o influencia en la política danesa a la vista que los herederos de la familia real siguieron el linaje de Godofredo I de Dinamarca en el año 813.
Hemming fue aceptado en la corte de los francos y le fue concedido Walcheren, una fortaleza en Frisia, como beneficio. Pudo haber recibido la plaza de Walcheren como herencia de su padre ya que en 841 se concedió a los daneses Harald el Joven y Rorik de Dorestad. Hemming y el conde franco Eccihard, murieron defendiendo el territorio de una incursión vikinga en el 837. Hay constancia de su muerte en los anales fuldenses y los annales Bertiniani. Ambos lideraron la defensa de Frisia del ataque vikingo según el capitular de 821 que se refiere a los dos condes responsables de la defensa costera.
En tal caso, Hemming aparece como gobernante principal, como así lo justifica Degan de Treves en su «Gesta Hludowici imperatoris», una cita sobre el reinado de Ludovico Pío, cuando le nombra el primero en la relación de muertos, seguido de «otro gobernante, Eccihard, y muchos de los nobles del emperador». Por otro lado, bien pudo ser que Hemming fuera un vasallo de confianza del emperador que fue enviado para ayudar al gobernante local, Eccihard.